# بيدرو زاراغوزا
بيدرو زاراغوزا هو كاتب ومحامي وسياسي إسباني، ولد في 15 مايو 1922 في بنيدورم في إسبانيا، وتوفي بنفس المكان في 1 أبريل 2008.

## مناصب
- انتخب عضو المحاكم الفرانكوية  [لغات أخرى]‏ خلال فترته النيابية ‏ (11 نوفمبر 1971 – 30 يونيو 1977).
- انتخب عضو المحاكم الفرانكوية  [لغات أخرى]‏ خلال فترته النيابية ‏ (6 نوفمبر 1967 – 2 أبريل 1970).
- انتخب عضو المحاكم الفرانكوية  [لغات أخرى]‏ خلال فترته النيابية ‏ (31 مايو 1961 – 6 يونيو 1964).
- انتخب عمدة.